# Paralimnophila selectissima
Paralimnophila selectissima là một loài ruồi trong họ Limoniidae. Chúng phân bố ở miền Australasia.